# Tjažin
Il Tjažin (in russo Тяжин?) è un fiume della Russia siberiana, affluente di destra della Kija. Scorre nei rajon Tjažinskij e Mariinskij dell'oblast' di Kemerovo. Appartiene al bacino dell'Ob' superiore (sottobacino del Čulym).
Il fiume scorre in direzione settentrionale e passa a est dell'insediamento di tipo urbano di Tjažinskij, poi svolta di 90º verso ovest fino a sfociare nel fiume Kija a 212 km dalla foce. Ha una lunghezza di 165 km e il suo bacino è di 2 150 km².